# Compsoptera opacaria
Compsoptera opacaria är en fjärilsart som beskrevs av Jacob Hübner 1819. Compsoptera opacaria ingår i släktet Compsoptera och familjen mätare. Inga underarter finns listade i Catalogue of Life.

## Bildgalleri

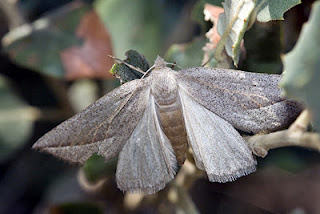